# Ingar Dragset

Ingar Dragset (16 de julio de 1969,Trondheim, Noruega). Es un escultor noruego que junto con el artista de instalaciones danés Michael Elmgreen forman el dúo  Elmgreen & Dragset. Desde finales de 1990, la pareja tuvo una carrera internacional importante, con exposiciones, en la Tate Modern en Londres y la Bienal de Venecia.
Como grupo artístico, Elmgreen & Dragset son los promotores del evento artístico Kunstverein de Springhornhof Neuenkirchen (Brezal de Luneburgo) 2003.
Una de sus obras más conocidas es el Monumento a los homosexuales perseguidos por el nazismo.

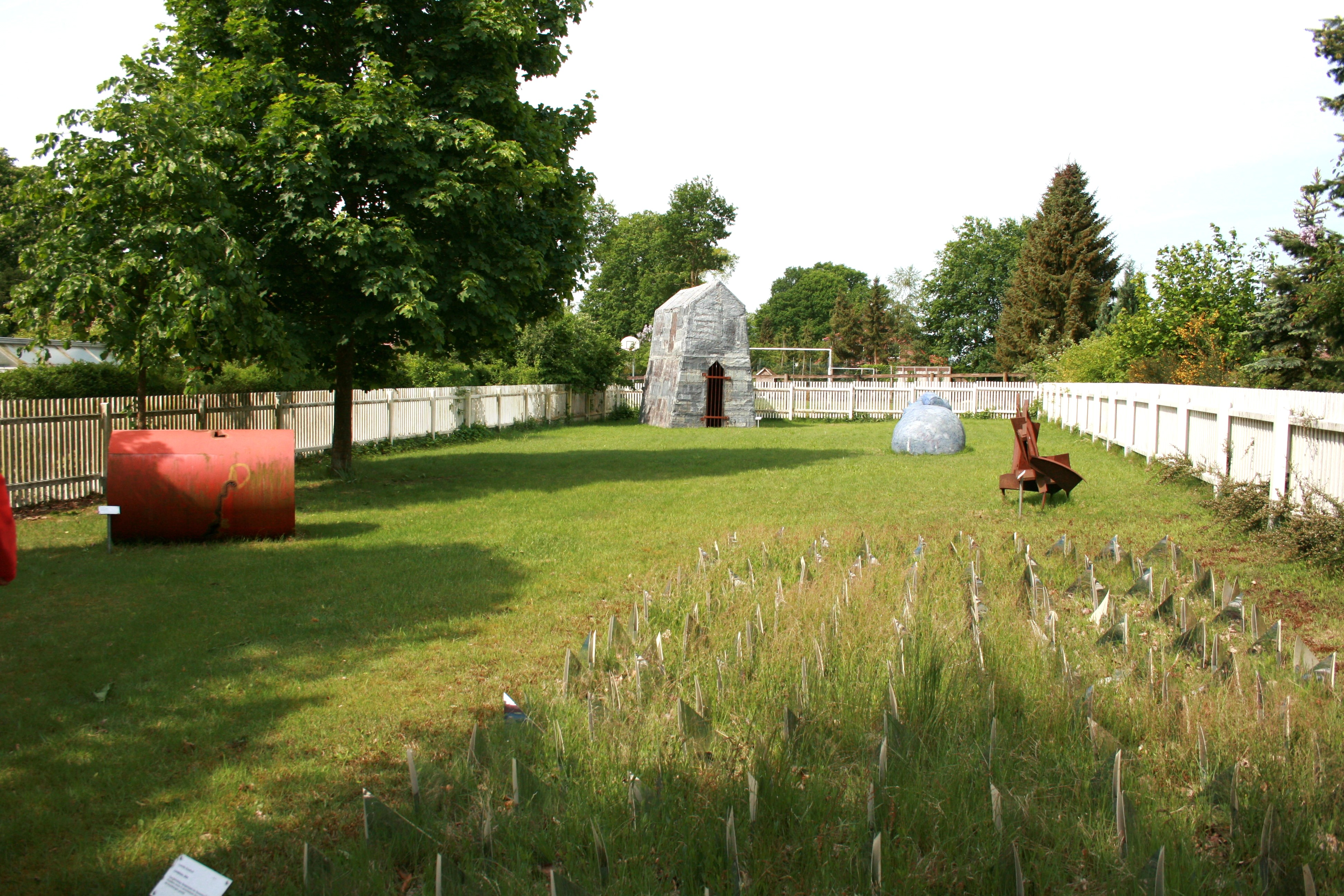
"Parque de Esculturas Adversas, escultura de Elmgreen & Dragset, arte del paisaje en el proyecto de la Kunstverein de Springhornhof Neuenkirchen (Lüneburg Heide) en el año 2003".